# Richard Hooker
Richard Hooker (ur. w marcu 1554 w Exter, zm. 3 listopada 1600 w Bishopsbourne) – duchowny i teolog anglikański. 
Autor dzieła The Laws of Ecclesiastical Politie. 